# Брик Олексій Григорович
Олексі́й Григо́рович Брик (*15 травня 1935, Кузьминці — 11 червня 2024) — прозаїк, педагог. Член Національної Спілки письменників України з 2002 року.

## Життєпис
Народився 15 травня 1935 р. в с. Кузьминці Гайсинського району Вінницької області. Дитинство не було легким. Батько не повернувся з фронту, мама працювала на фермі, заробляючи невеликі гроші. У Кузьминцях закінчив початкову школу, а потім сім'я переїхала до Гайсина, де минули юнацькі роки Олексія. Ще навчаючись у сьомому класі другої міської середньої школи почав  віршувати. І досить успішно. Кілька його віршів було опубліковано в районній газеті «Радянське село», журналі «Піонерія», а оповідання  «Мать» — у московському журналі «Юность». Газета «Молодь України» надрукувала добірку віршів О.Брика.
Навчаючись  у Молдові на факультеті філології та психології Бєльського педагогічного інституту, а потім  у Київському  державному університеті ім. Т. Г. Шевченка (романо — германський відділ), юнак продовжував писати вірші та оповідання. Друкувався в газетах «Вінницька правда», «Радянська освіта», в журналі «Зміна». Тоді ж місцевими композиторами на деякі його вірші було написано музику.
Життя подарувало письменникові дружбу й знайомство з багатьма видатними людьми. Він рік навчався в одному класі з Володимиром Висоцьким, а потім листувався з ним, дружив з Євгеном Гуцалом, був особисто знайомий з Павлом Загребельним, з першими пробами пера автора ознайомився Максим Рильський.
Одружившись, Олексій Григорович переїхав до Чернігова. Багато років працював педагогом, психологом, директором школи, пізніше — викладачем Чернігівського технологічного університету — аж до пенсії.

## Літературна творчість
У 1990-ті роки минулого століття, після довгої перерви Олексій Григорович знову повертається до письмового столу. На шпальтах газет «Наш край», «Чернігівський вісник», «Деснянська правда» з'являються хвилюючі оповіді, бувальщини, а з 2000 року одна за одною виходять його книги «Диво-жінка», «Гра в коники», «Не схили чола», «Всі хочуть жити», «Спадкоємниця мудрих», «І розлюби…», «Шоколадка», «Таємниця амулета», «І буде завтра», «У зашморзі часу», «А серце б'ється…»  та інші. Вони полюбилися читачеві передовсім за багатство тематики, за вміння малювати яскраві характери, за нерідко несподівані сюжетні повороти, за влучне слово.
У листопаді 2015 року Олексій Брик презентував свою двадцять першу книгу — мемуари «На крилах Пегаса». Критики про неї відгукуються як про одну з найкращих у доробку письменника. Нова книга відкриває таємниці з життя відомих класиків української літератури, а також тих, хто нині бере активну участь у літературному житті Чернігівщини.

## Нагороди і відзнаки
Лауреат низки премій:
- «Смарагдова ліра»;
- Всеукраїнська літературна премія імені Михайла Коцюбинського (2010);
- Літературна премія імені Леоніда Глібова (2008).

Багаторазовий лауреат обласного конкурсу «Краща книга року».
Нагороджений медаллю «Почесна відзнака» Національної спілки письменників України

## Творчий доробок
- Брик О. Г. А дерева мовчали: роман / Олексій Брик. — Чернігів: Деснянська правда, 2008. — 303 с.
- Брик О. Г. А серце б'ється: роман / Олексій Брик. — Чернігів: Деснянська правда, 2010. — 415 с.
- Брик О. Г. Без Батьківщини: роман / Олексій Брик. — Ніжин: Аспект-Поліграф, 2007. — 270, [1] с.
- Брик О. Г. Врятуй життя / Олексій Брик. — Чернігів: Десна Поліграф, 2012. — 87 с.
- Брик О. Г. Всі хочуть жити: роман / Олексій Брик. — Чернігів: [б. в.], 2002. — 317, [2] с.
- Брик О. Г. Гра в коники: житейські історії / О. Г. Брик. — Чернігів: Нова хвиля, 2001. — 223 с.
- Брик О. Г. Двоє: оповідання, новели / Олексій Брик. — Чернігів: Деснянська правда, 2011. — 159 с.
- Брик О. Г. Диво-жінка: житейські історії / О. Г. Брик. — Чернігів: Деснянська правда, 2000. — 207 с.
- Брик О. Г. Дороги життя: роман / Олексій Брик. — Чернігів: Десна Поліграф, 2019. — 319 с.
- Брик О. Г. І буде завтра: роман / Олексій Брик. — Чернігів: Деснянська правда, 2006. — 302, [1] с.
- Брик О. Г. І возлюби: роман / Олексій Брик ; [ред. С. П. Реп'ях ; худож.: А. Шкурко, І. Паранич]. — Ніжин: Аспект-Поліграф, 2004. — 319 с.
- Брик О. Г. Любов і зрада: оповідання, етюди, пісня / Олексій Брик. — Чернігів: Лозовий В. М., 2013. — 167 с.
- Брик О. Г. Марево кохання: роман / Олексій Брик. — Чернігів: Десна Поліграф, 2016. — 231 с.
- Брик О. Г. На варті життя і здоров'я. Чернігівський обласній лікарні — 65 / Олексій Брик, Микола Романюк, Олексій Петрик. — Чернігів: Десна, 2016. — 239 с.
- Брик О. Г. На крилах Пегаса: мемуари / Олексій Брик. — Чернігів: Десна Поліграф, 2015. — 175 с.
- Брик О. Г. Парадокси кохання: повісті / Олексій Брик. — Чернігів: Десна Поліграф, 2020. — 209 с.
- Брик О. Г. Не схили чола: роман / Олексій Брик. — Чернігів: Деснянська правда, 2001. — 415 с.
- Брик О. Г. Спадкоємиця мудрих: наук.-фантаст. роман / Олексій Брик ; [авт. післямови С. Реп'ях ; худож. І. Паранич]. — Ніжин: Аспект-Поліграф, 2003. — 285 с.
- Брик О. Г. Таємниця амулета: роман / Олексій Брик. — Ніжин: Аспект-Поліграф, 2005. — 302, [1] с.
- Брик О. Г. Таємниці Всесвіту: наук.-фантаст. роман / Олексій Брик. — Чернігів: Лозовий В. М., 2014. — 247 с.
- Брик О. Г. У вирі життя: [худож.-публіцист. повість] / Олексій Брик. — Чернігів: Десна, 2018. — 239, [1] с.
- Брик О. Г. У зашморзі часу: роман / Олексій Брик. — Ніжин: [б. в.], 2012 (Ніжинська районна друкарня). — 415 с.
- Брик О. Г. У погоні за примарами: оповід., новели / Олексій Брик ; [післямова Г. Арсенич-Баран]. — Чернігів: Чернігівські обереги, 2009. — 159 с.
- Брик О. Г. Шоколадка: роман / Олексій Брик ; [ред. С. П. Реп'ях]. — Ніжин: Аспект-Поліграф, 2004. — 238, [1] с.